# Wasteland (videogioco)
Wasteland, sottotitolato Adventure in Post-Nuclear America su alcune copertine, è un videogioco di ruolo di ambientazione post-apocalittica pubblicato nel 1988 per Apple II e Commodore 64 e nel 1989 per MS-DOS dalla Electronic Arts.
Il gioco, sviluppato dalla Interplay Entertainment, fu progettato da Ken St. Andre, Brian Fargo, Alan Pavlish e Michael A. Stackpole, programmato da Pavlish e prodotto da David Albert. Lo sviluppo richiese due anni.
È il precursore della celebre serie Fallout, iniziata nel 1997, anch'essa creata dalla Interplay Entertainment, che allora voleva realizzare un nuovo Wasteland, ma non riuscì a ottenere la licenza d'uso del marchio dalla Electronic Arts.
Nel 2013 inXile Entertainment pubblicò in distribuzione digitale nuove versioni ufficiali di Wasteland per Windows, Mac OS X e Linux, anche note come Wasteland 1: The Original Classic, con diverse migliorie, ma sostanzialmente fedeli all'originale.
Nel 2014 è uscito un seguito, Wasteland 2, uno ulteriore, Wasteland 3, è uscito nell'agosto 2020.
InXile ha pubblicato inoltre Wasteland Remastered nel 2020, un remake dell'originale con grafica 3D, per Windows e Xbox One.

## Trama
Wasteland è ambientato nel 2087, quando in seguito a una guerra nucleare fra gli Stati Uniti e l'Unione Sovietica avvenuta nel 1998, gran parte della Terra è stata ridotta a un deserto in cui la sopravvivenza è l'obiettivo fondamentale.
Negli Stati Uniti sud-occidentali un gruppo di ingegneri dell'esercito statunitense scampati alla guerra è riuscito a riorganizzare una comunità di sopravvissuti, con base principale in un ex carcere ora chiamato Ranger Center. Un corpo di difensori chiamati Desert Ranger viene incaricato di indagare su imprecisati problemi provenienti dalle località circostanti, comprendenti anche Las Vegas. Dovranno fare largo uso di violenza, anche per i frequenti incontri con sbandati e creature mutanti.

## Modalità di gioco
Il giocatore controlla un gruppo di ranger inizialmente formato da quattro elementi, e può selezionare i quattro personaggi predefiniti oppure crearne di personalizzati. Nel corso del gioco il gruppo può aumentare sino a sette elementi, con l'aggiunta di personaggi non giocanti reclutati fra i soldati e le creature del deserto che si incontreranno; a differenza dei primi quattro, questi non sempre obbediscono a tutti i comandi del giocatore.
Un personaggio è caratterizzato da attributi (forza, intelligenza, fortuna, velocità, agilità acrobatica, destrezza manuale, carisma), costituzione ovvero i punti ferita, grado militare (le promozioni aumentano la costituzione e un attributo), sesso, nazionalità, inventario di oggetti e denaro, e abilità specifiche (es. usare determinate armi, medicare, arrampicarsi, scassinare...) ciascuna con un proprio livello.
La schermata di gioco mostra una visuale dall'alto dei dintorni, con scorrimento multidirezionale, dove il gruppo del giocatore è rappresentato da un simbolo di un solo omino e si sposta su una griglia ideale di caselle quadrate. È anche possibile che il gruppo si divida in due o più gruppi controllati separatamente. La scala della visuale è variabile e può rappresentare la mappa del territorio o l'interno di un luogo. Nella parte in basso dello schermo scorrono brevi descrizioni in inglese della situazione e nell'ultima riga c'è un menù di controllo. Le confezioni di Wasteland contenevano inoltre un libretto cartaceo di "paragrafi" numerati, e in certe occasioni viene detto al giocatore di leggerne uno in particolare, per descrivere dettagliatamente la situazione attuale (nelle versioni aggiornate del 2013 anche questi testi sono stati inclusi direttamente a video).
Quando c'è un combattimento o incontro pacifico, oppure quando si vuole accedere a menù di gestione avanzata dei personaggi, la schermata cambia. Nella parte in basso compare un elenco completo dei propri personaggi, nell'ordine di marcia, con alcune statistiche basilari (classe armatura, munizioni, costituzione massima e attuale, arma impugnata); in alto a destra si apre una finestra testuale relativa alla situazione, e in alto a sinistra appare l'eventuale immagine ravvicinata della persona o altro soggetto incontrato, con piccole animazioni.
I combattimenti, simili a quelli della serie di The Bard's Tale, avvengono a turni simultanei, senza grafica a parte la generica immagine del tipo di nemico. Per ogni personaggio si seleziona l'azione da eseguire nel turno corrente, come attaccare, evadere o ricaricare, e al termine delle selezioni vengono elencati i risultati calcolati dal computer per tutti i personaggi e i nemici. Le armi vanno da mani nude e spranghe ad armi da fuoco di modelli perlopiù reali e granate.
Una particolarità del Wasteland originale è che, con il procedere del gioco, il suo mondo persistente viene modificato dagli eventi e i cambiamenti vengono permanentemente salvati sul disco del programma. Ad esempio un oggetto rimosso da un luogo non si troverà più se si torna in quel luogo, nemmeno se si ricarica un precedente salvataggio della partita. Le versioni Apple e Commodore richiedono infatti che l'utente fornisca ben 4 dischetti vuoti (3 o disco fisso per MS-DOS), per fare un backup guidato e obbligato dei due dischi del programma oltre che per salvare i dati della partita.

## Accoglienza
Le versioni classiche di Wasteland vennero di solito apprezzate dalla critica americana ed europea. La rivista statunitense Computer Gaming World in particolare gli assegnò il premio come miglior videogioco d'avventura dell'anno 1988 (relativo ai soli giochi per computer).
Wasteland vendette 250 000 copie all'epoca della pubblicazione originale e fu quindi un successo, anche se non tanto quanto il precedente The Bard's Tale degli stessi produttori.